# Яды (альбом)
«Яды» — восьмой студийный альбом российской рок-группы «Элизиум», выпущенный лейблом «Студия Союз» 20 октября 2017 года. Группа позиционирует его как десятый альбом, учитывая музыкальные релизы Greatest Hits и Cover Day.
Первые три песни с альбома, «Ветер надежды», «Кровь земли» и «Не верю», были выпущены в виде макси-сингла группой «Элизиум» в интернете 28 сентября 2016 года.

## Выпуск и презентация
Альбом «Яды» был выпущен 20 октября 2017 года в Интернете, доступный для бесплатной загрузки с официальных ресурсов группы «Элизиум» и для покупки через iTunes. Презентация альбома прошла в двух столицах. 3 ноября — в московском гигант клубе «Stadium». 25 ноября группа «Элизиум» выступила в клубе «Aurora» в Санкт-Петербурге.

## Список композиций
Музыка — Дмитрий Кузнецов, Александр Легасов, Сергей Сухонин, Егор Баранов.

Слова — Дмитрий Кузнецов, Михаил Макарычев, Сергей Сухонин, Егор Баранов, Хейхатхиро Того (трек 7), Александр Сергеевич Пушкин (трек 14).
| №   | Название                | Длительность |
| --- | ----------------------- | ------------ |
| 1.  | «За своей звездой»      | 3:36         |
| 2.  | «Дождь – II»            | 2:41         |
| 3.  | «Кукла вуду»            | 2:57         |
| 4.  | «1905»                  | 2:36         |
| 5.  | «Религия – яд»          | 3:12         |
| 6.  | «Точка, точка, запятая» | 2:35         |
| 7.  | «Праздничные дни»       | 2:39         |
| 8.  | «Джаджаил»              | 2:10         |
| 9.  | «Старая школа»          | 3:05         |
| 10. | «S.A.T.A.N.»            | 3:30         |
| 11. | «Кровь земли»           | 3:30         |
| 12. | «Ветер надежды»         | 2:58         |
| 13. | «Не верю»               | 3:23         |
| 14. | «Ворон к ворону летит»  | 2:58         |

## Участники записи
Исполнители
- Александр Телехов — вокал, бэк-вокал;
- Дмитрий Кузнецов — бас-гитара;
- Егор Баранов — виолончель, клавишные, вокал;
- Александр Легасов — гитара;
- Максим Бурмаков — ударные;
- Тимофей Осетров — труба;
- Рамиль Галимзянов — тромбон;

Сессионные участники
- Ксения Сидорина — бэк-вокал (трек 2);
- Ольга Солдатова — бэк-вокал (треки 9, 10);

Производство
- Запись — Сергей Мишанькин
- Сведение — Дмитрий Лебедев
- Продюсирование — Дмитрий Кузнецов
- Художественное оформление — Андрей Уваров